# Mithridates II av Partien
Mithridates II var kung av Partien från 123 f.Kr. till 88 f.Kr.. Hans namn betyder en åkallan av Mithras beskydd. Under Mithridates utvidgades Partiens territorium.